# 주데아 펄
주데아 펄(Judea Pearl, 1936년 9월 4일~)은 이스라엘계 미국인 컴퓨터 과학자이자 철학자이며, 인공지능에 대한 확률적 접근과 베이즈 네트워크라는 용어를 만든 것으로 잘 알려져 있다. 구조 모델에 기반한 인과적, 반(反)사실적 추론에 대한 이론을 발전시킨 공로를 인정받기도 했다. 확률적, 인과적 추론의 계산법을 개발하여 인공지능에 토대가 되는 기여를 한 데 대하여 2011년에 ACM 튜링상을 받았다.
한편 주데아 펄의 아들 다니엘 펄은 미국의 기자로서, 미국인이며 유대인이라는 이유로 2002년 알카에다와 국제 이슬람 전선과 관련된 파키스탄의 활동가에게 납치되어 살해되었다.